# John Christ
John Christ est un musicien américain né le 19 février 1965 à Baltimore (Maryland).

## Biographie
John Christ s'est rendu célèbre en devenant le premier guitariste de Danzig lors de la création du groupe en 1988. Après avoir enregistré 4 albums au succès très important, il quitte le groupe, en même temps que le bassiste Eerie Von, tous deux ne s'entendant plus avec le leader du groupe, Glenn Danzig.
Il a également participé à l'enregistrement d'un album de Samhain, l'autre groupe de Glenn Danzig.
Depuis son départ du groupe, il a publié un album solo : Flesh Caffeine (sorti en 1999) sur lequel il a enregistré tous les instruments.

## Discographie
- 1988 - Danzig (Danzig)
- 1990 - Lucifuge (Danzig)
- 1990 - Final Descent (Samhain)
- 1992 - Danzig III: How the Gods Kill (Danzig)
- 1994 - Danzig 4 by (Danzig)
- 1999 - Black Glue - Mike Hartman
- 1999 - Flesh Caffeine
- 2001 - Live on the Black Hand Side (Danzig, live)